# Massa FM Ponta Grossa
Massa FM Ponta Grossa, é uma estação de rádio, sediada em Ponta Grossa, no estado do Paraná. Opera em 101,1 MHz em frequência modulada, e é afiliada a Massa FM. A emissora pertence a Nilson de Oliveira (que possui também a Mundi FM controlada por seus filhos Sandro Alex e Marcelo Rangel) em parceria com o Grupo Massa de Comunicação pertencente ao Carlos Massa, o Ratinho. Possui uma programação popular (principalmente sertaneja) e de sorteios durante os programas.

## História

### Rádio Central do Paraná (1961-2017)
Foi a segunda emissora AM ponta-grossense, desde 9 de agosto de 1961. A 1460 kHz operava com 1 kW (diurno), tinha uma programação popular, principalmente voltado ao sertanejo e  cobertura jornalística. A emissora pertenceu a Irajá Vargas de Oliveira e tinha a direção geral de Valdemar Diedrich, sendo arrendada em 2005 para a família Oliveira mediante a leilão público. Posteriormente já era definitivamente propriedade de Nilson de Oliveira. Mesmo com o fim da Radio Central pela divulgação da imprensa nota-se que a emissora não foi vendida ao Grupo Massa.

### Massa FM (2017-presente)

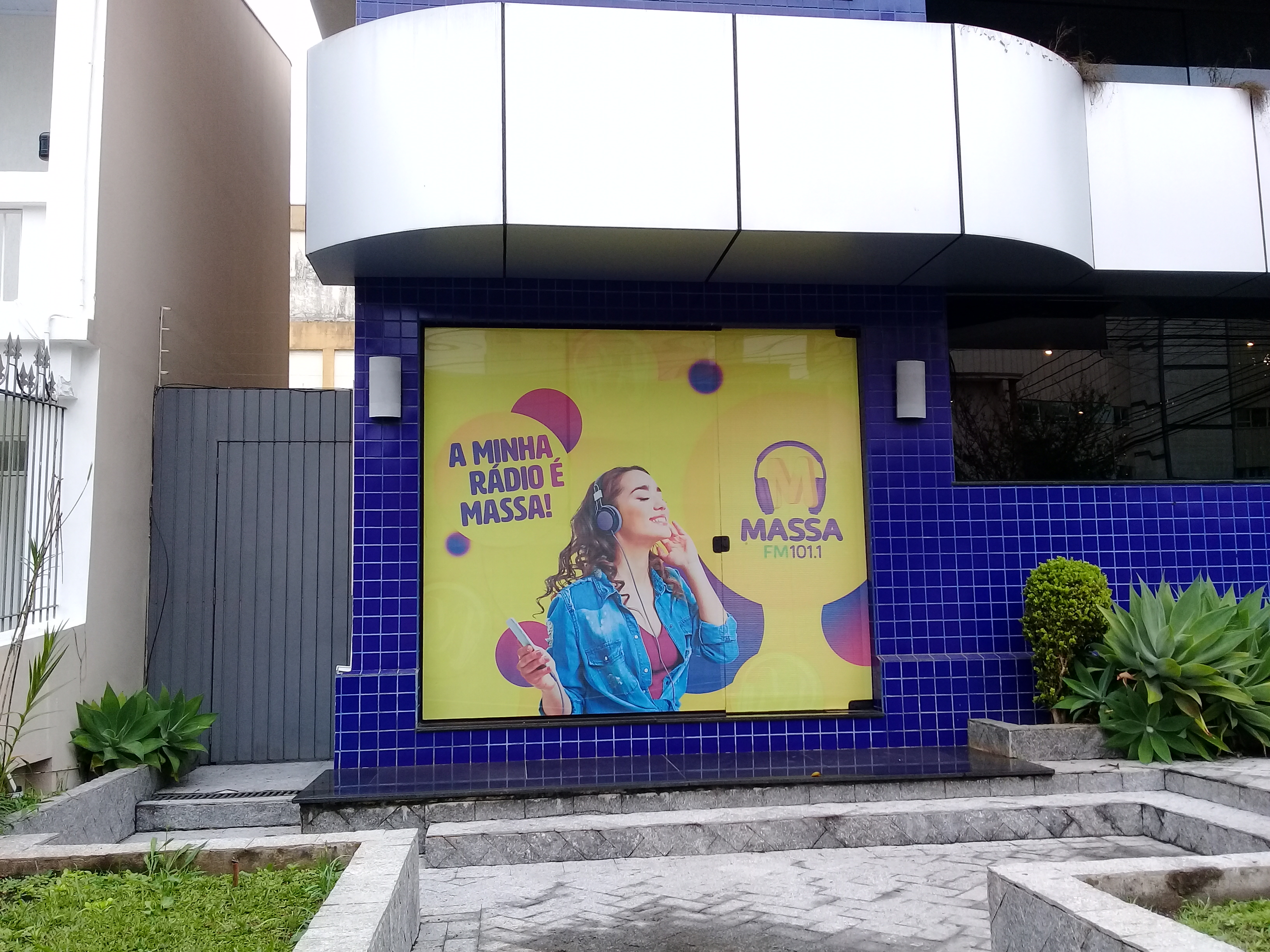
Visão frontal dos estúdios na Rua Coronel Dulcídio

Foi o fruto da migração da então Rádio Central que migrou para o FM 101,1 MHz com 300 W. Em 3 de outubro de 2017 passou a retransmitir a Massa FM, no mesmo dia que estava sendo testado a frequência, a programação dos 1460 kHz OM não chegou a ser retransmitida. Inicialmente com chamadas de expectativas, sendo inaugurada oficialmente apresentando-se a rede em 10 de outubro do mesmo ano. Na primeira semana de julho de 2019 ativa pela primeira vez o sistema RDS.